# ロシア・アヴァンギャルド

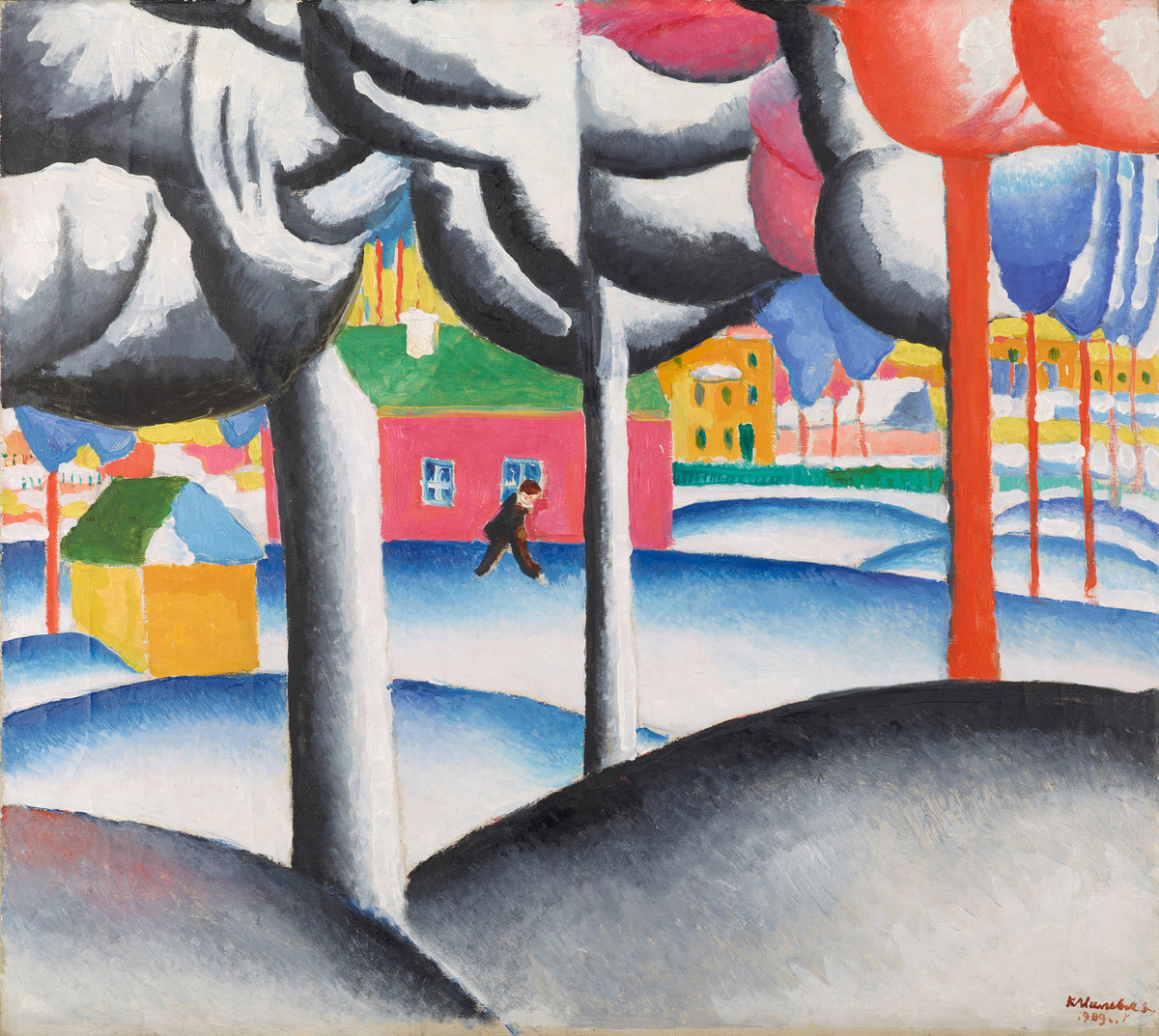
マレーヴィチの作品『冬』（1909年）

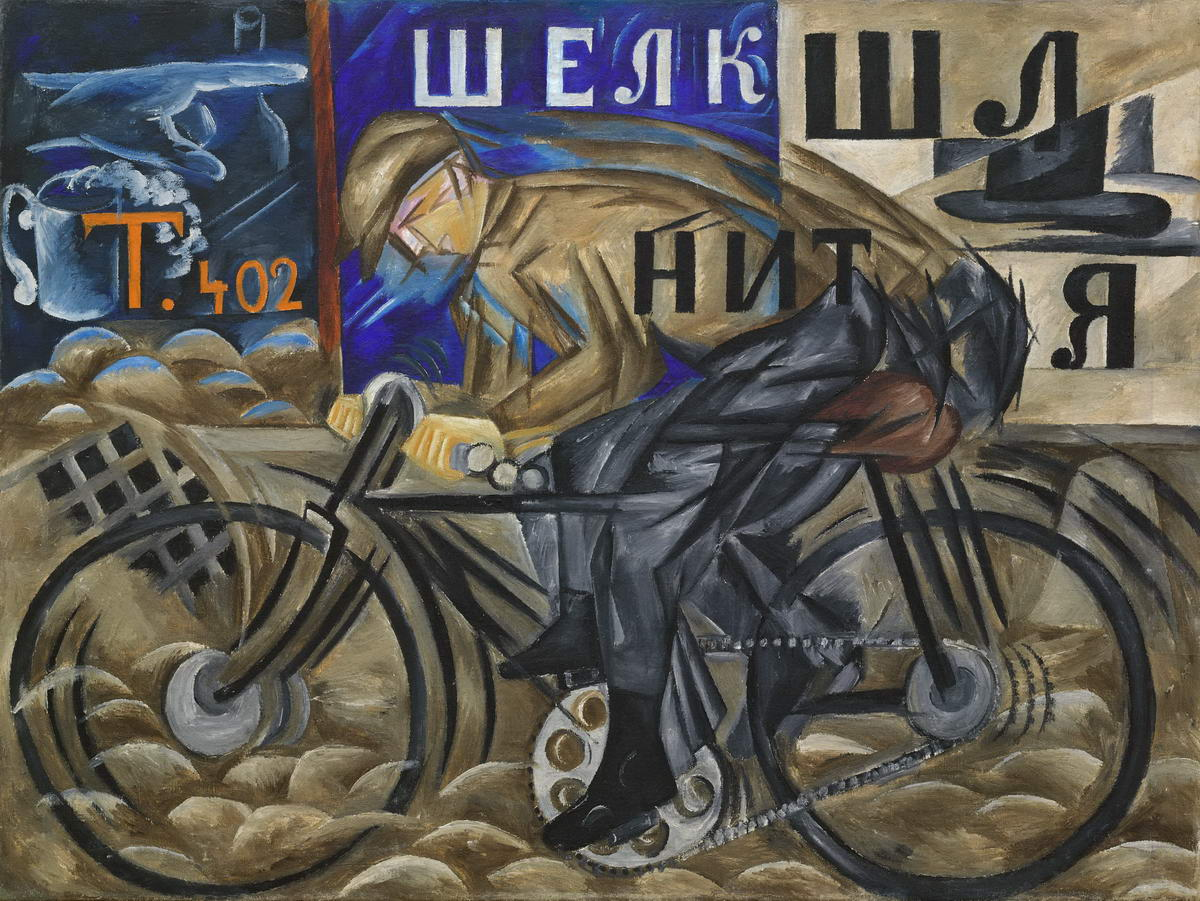
ナタリア・ゴンチャロワの作品『Велосипедист（Cyclist）』（1913年）

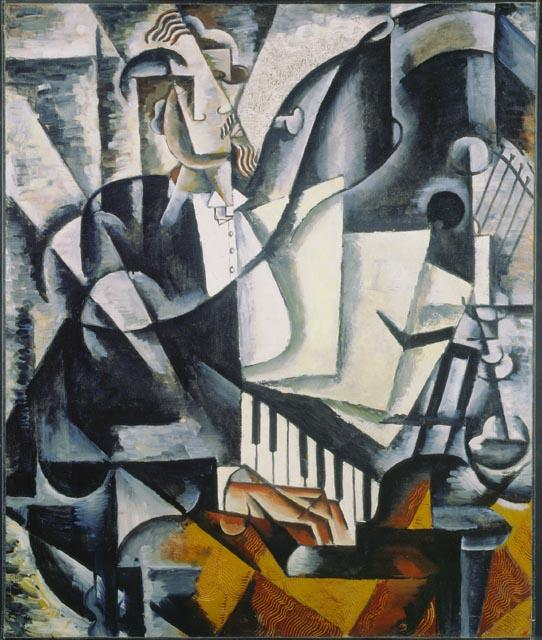
ポポーワの作品『ピアニスト』(1914年)

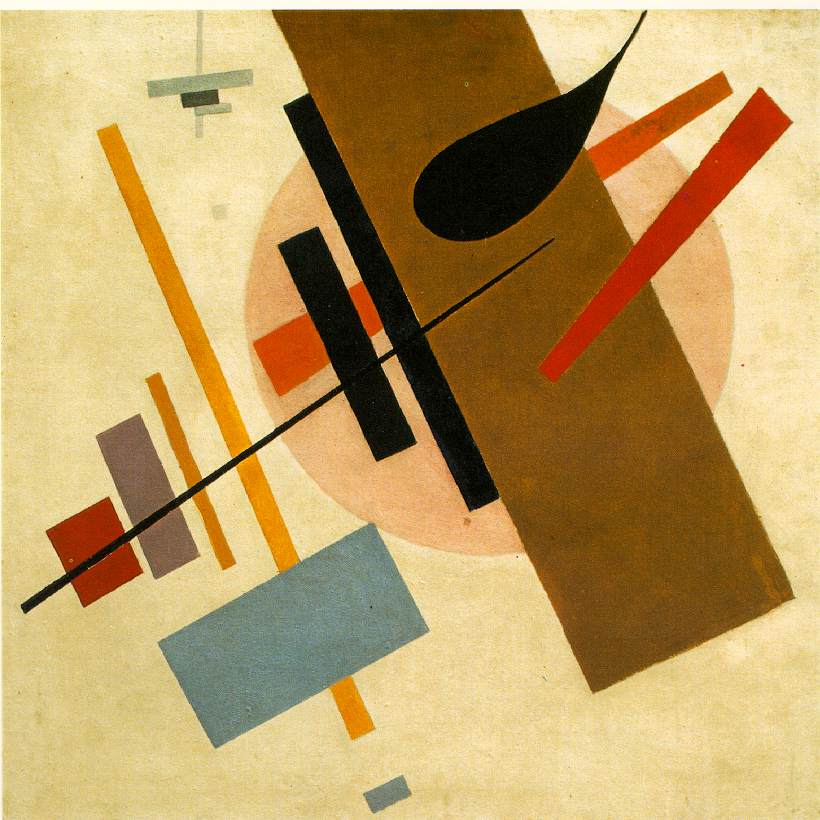
マレーヴィチの作品『シュプレマティスム』、1916年-1917年作（Krasnodar Museum of Art、クラスノダール）

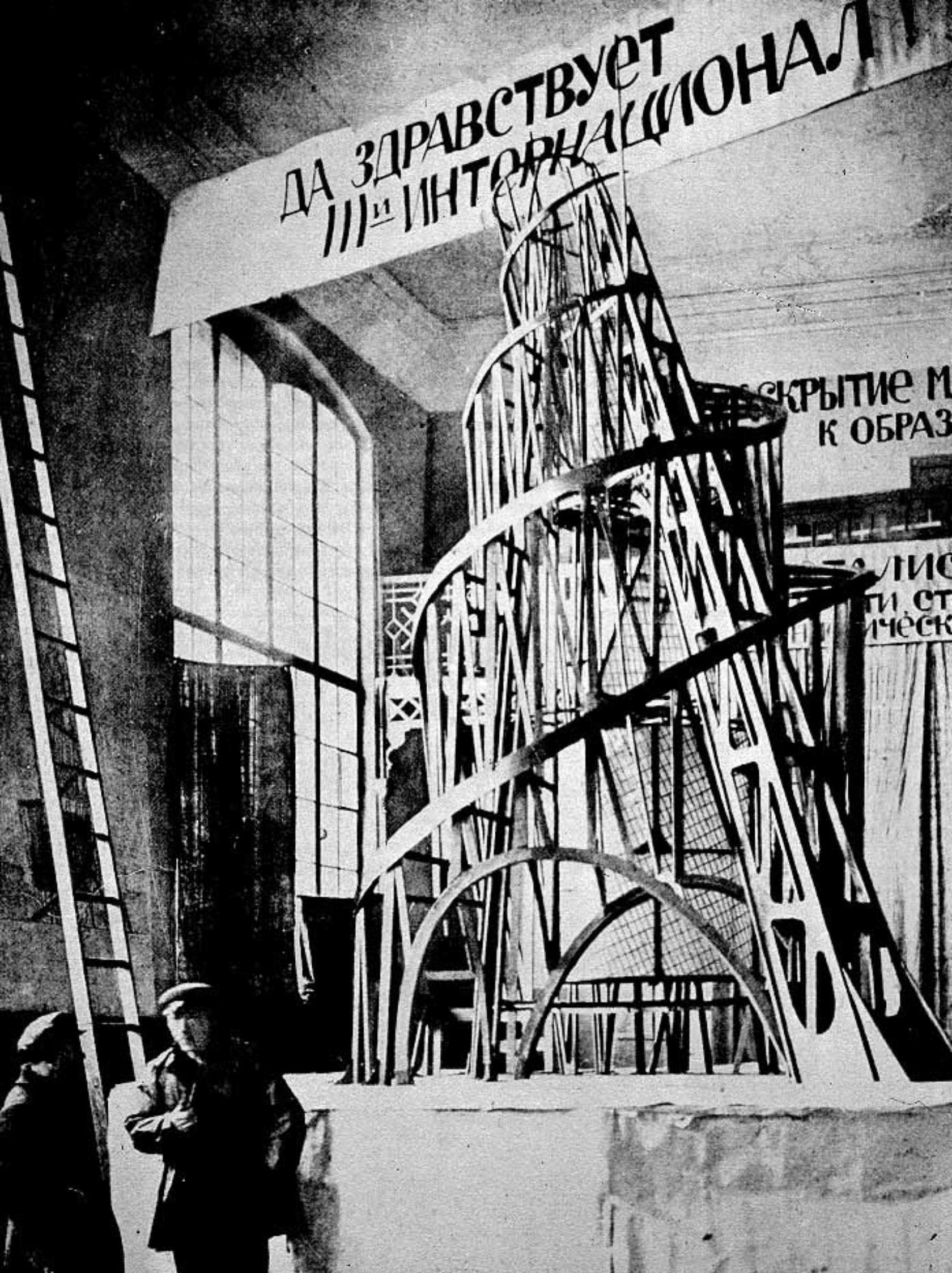
タトリンの第三インターナショナル記念塔（1919年）

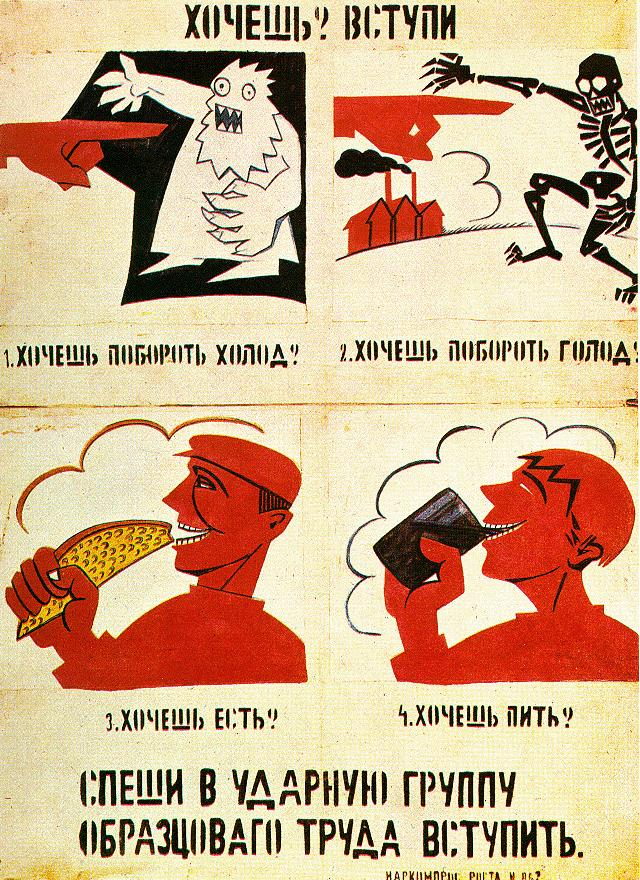
マヤコフスキーの手がけたポスター
「寒いのは嫌だろう。飢えたくもないだろう。食ってみたいだろう。一杯飲りたいだろう。──だから直ぐにでも突撃作業班（ウダルニク）に加われ」というコピーがマヤコフスキーの作

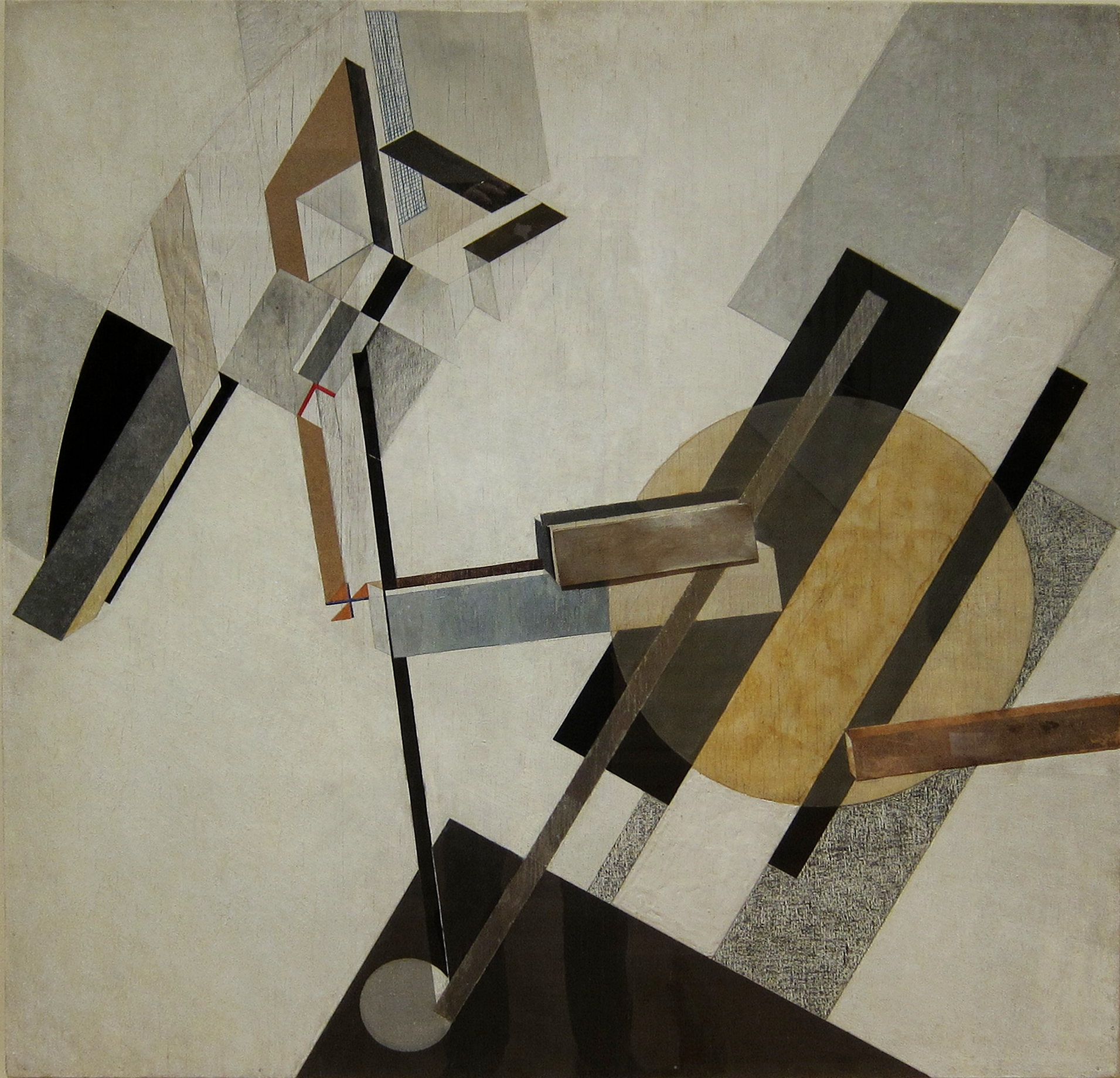
リシツキーの作品『プロウン（Proun）』（1922年作成、MOMA）

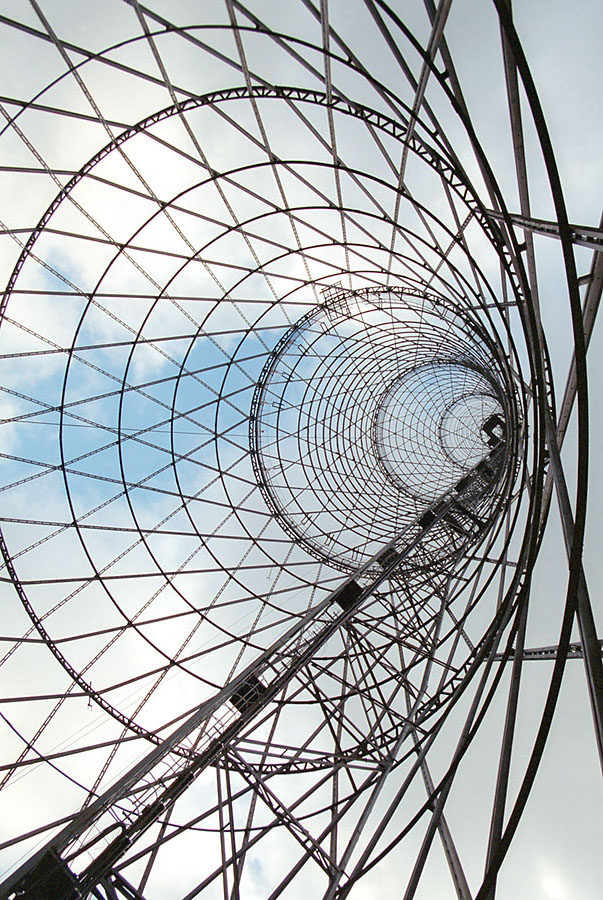
シューホフの設計したモスクワのラジオ塔（1922年）

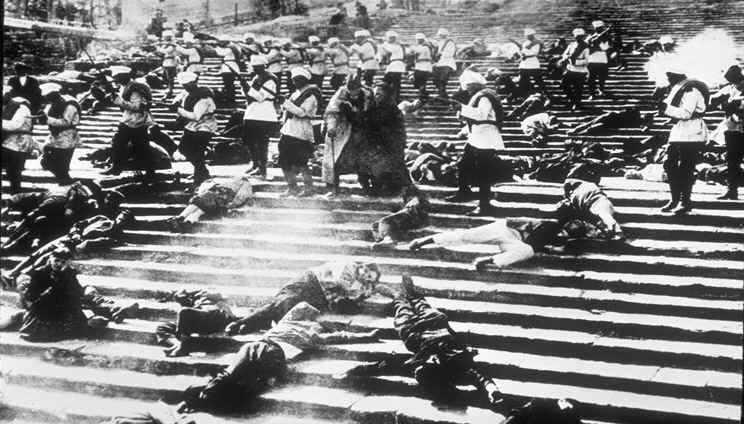
エイゼンシュテインの映画『戦艦ポチョムキン』の虐殺シーン（1925年）

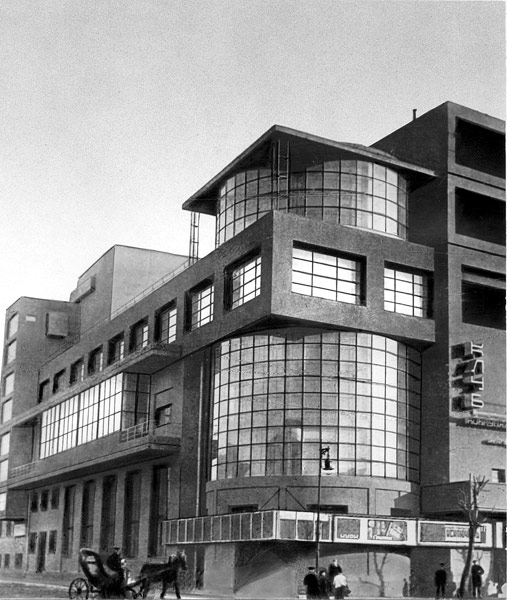
ゴーロソフの設計『ズーエフ労働者クラブ』（1928年）

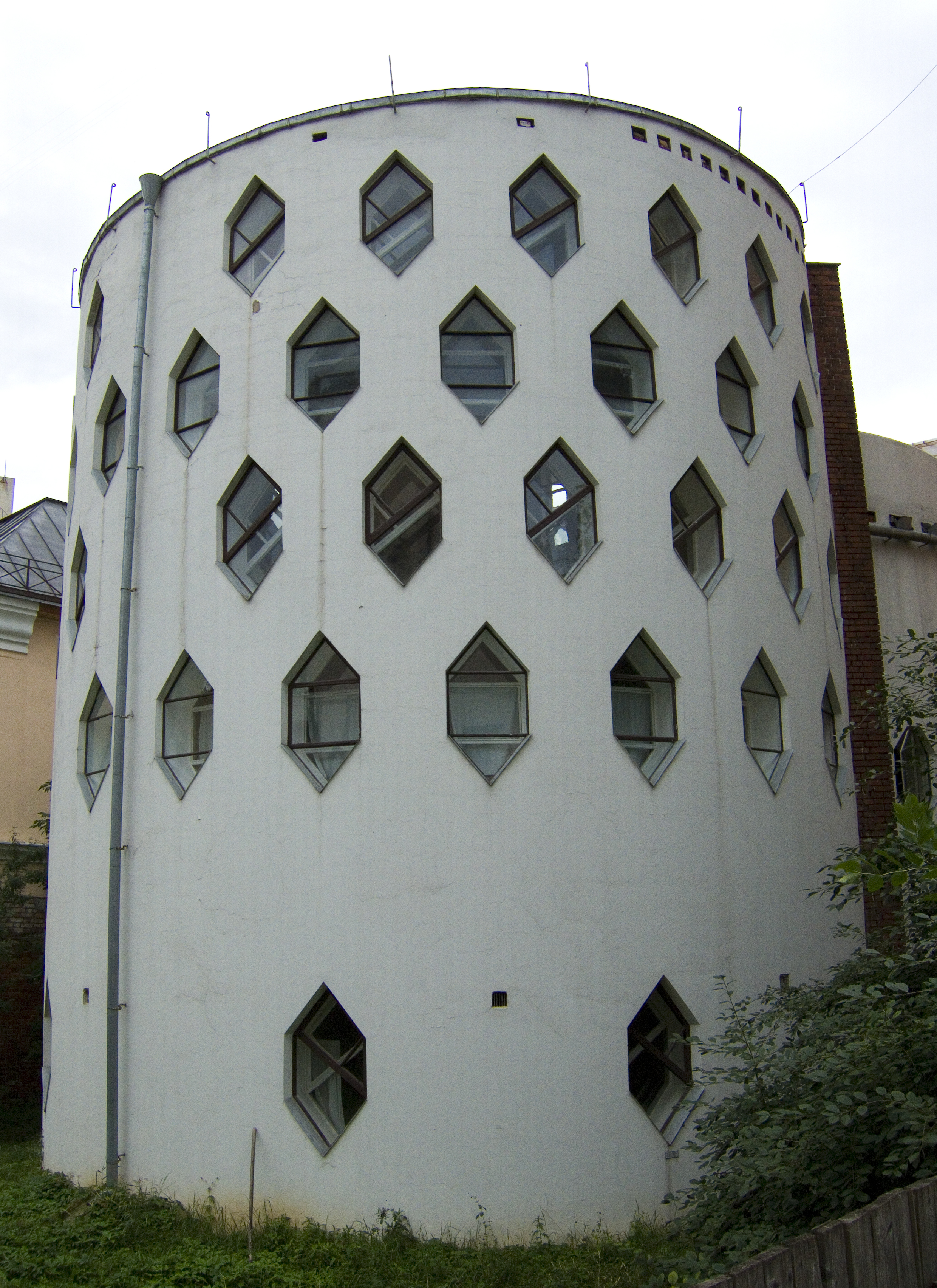
メーリニコフ邸（1929年、モスクワ）

ロシア・アヴァンギャルド（ロシア語:Русский авангард、ルースキイ・アヴァンガールト）は、19世紀末以来とりわけ1910年代から、ソビエト連邦誕生時を経て1930年代初頭までの、ロシア帝国・ソビエト連邦における各芸術運動の総称である。

## 歴史
第一次世界大戦前の初期においてはキュビスム（1907年）、未来派（1909年）、ネオ・プリミティヴィスム（1913年）など、同時代のモダニズム運動との共通性が顕著であった。1909年にミハイル・ラリオーノフがダイヤのジャック（1909年 - 1911年）、1912年にロバの尻尾（1912年 - 1913年）を結成。1913年の展覧会「標的展」における立体未来主義まではロシア・アヴァンギャルド以前に分類する考え方もある。ロシア・アバンギャルドには「構成主義」「ロシア未来主義」「キューボ・フューチャリズム」「ネオ・プリミティズム」なども含まれる。
立体未来主義は詩人が個人的に創作した言語であるザーウミを用いて詩などを創作した。ヴェリミール・フレーブニコフ、アレクセイ・クルチョーヌイフ、カジミール・マレーヴィチなどがいる。第一次世界大戦中に、次第にカジミール・マレーヴィチに代表されるシュプレマティスム（1915年）が台頭、ロシア特有の芸術運動となる。
1917年のロシア革命後は表現上の革新と政治革命が相互に作用した。干渉戦争＝戦時共産主義期間には純粋芸術においてのみならず、プロパガンダ・アートの分野（ビラ、ポスター、宣伝列車等）で利用された。1918年にはスヴォマス（Свомас）が設立され、ウラジーミル・タトリン等に代表されるロシア構成主義（1919年）が台頭した。
1920年代にはレーニンが主張していたネップ（一部市場経済化容認）期においては芸術と生活そして社会主義的な産業化のトリアーデの一致をめざす様々な分野（建築、プロダクトデザイン、写真、映画等）で、その可能性を開花させた。受容の側面に関して言えば、都市労働者を支持基盤とする当時のロシア共産党の実情ならびにネップ政策との関連で、モダニズムから派生したアヴァンギャルド芸術は当局からも支持された。1920年には、スヴォマスが改組され、ソ連の高等芸術学校ヴフテマスが設立される。1923年にウラジーミル・マヤコフスキーがレフ (ロシア・アヴァンギャルド)を結成した。
1929年の農業集団化にはじまる一連の上からの革命を契機とした、ヨシフ・スターリンの「文化革命」による政治的な抑圧（「フォルマリズム批判」）、難解さに起因する農民を中心とする一般大衆の社会的な支持の欠如、芸術運動そのものの内在的いきづまり等の諸要因の複合により、1930年代に終息した。

## 詩・文学
- ウラジーミル・マヤコフスキー（1893年 - 1930年）
- ヴェリミール・フレーブニコフ（1885年 - 1922年）
- エレナ・グロー
- アレクセイ・クルチョーヌイフ
- ヴィクトル・シクロフスキー
- セルゲイ・トレチャコフ
- マリーナ・ツヴェターエワ
- イリヤ・ズダネーヴィチ
- ダニイル・ハルムス

## 音楽
帝政末期のスクリャービンに続いて、ニコライ・ロスラヴェッツ、アルトゥール・ルリエー、アレクサンドル・モソロフ、セルゲイ・プロトポポフ、イワン・ヴィシネグラツキーなどが1920年代を通じて革新的な音楽語法を展開した。1923年にはロスラヴェッツにより現代音楽協会が設立された。この時期はドミートリイ・ショスタコーヴィチでさえ、実験的な作風を試みている。「スターリン文化革命」とともにロシア・アヴァンギャルドの音楽部門は終息を余儀なくされる。

## 映画
- セルゲイ・エイゼンシュテイン
- ジガ・ヴェルトフ

## 演劇
- フセヴォロド・メイエルホリド（1874年 - 1940年）
- プロレトクリトの劇団として1921年、モスクワのエルミタージュ公園に最初の劇団が結成された。[7]またこれにはセルゲイ・エイゼンシュテインも関わった。

## デザイン・美術
ロシア・アヴァンギャルドに含まれる芸術理念には、主に次の3つがある。いずれも過去の様式を断ち切り、革命以後の新たな生活様式をデザインしようとした。
- レイヨニスム（Лучизм）
- シュプレマティスム（Супрематизм）
- ロシア構成主義（Конструктивизм）

### 主な美術家
- ミハイル・ラリオーノフ
- ナタリア・ゴンチャロワ
- ワシリー・カンディンスキー（→バウハウス）
- リュボーフィ・ポポーワ
- ウラジミール・タトリン
- アレクサンドル・ロトチェンコ（写真でも知られている）
- ワルワーラ・ステパーノワ
- エル・リシツキー
- パーヴェル・フィローノフ
- カジミール・マレーヴィチ
- アレクサンドル・ニコラエヴィチ・ヴォルコフ（ロシア語版、英語版）（1886年生まれ-1957年没）
- ミハイル・クルジン（1888年生まれ-1951年没、Михаил Курзин Mikhail Kurzin[8]）

## 建築
アバンギャルド運動は少々遅れて建築分野にも及び、社会主義革命によって新生するユートピアの都市・建築が夢見られた。有名な建築物には、モスクワのナルコムフィン・アパートなどがある
ウラジーミル・シューホフらの作品の他、ウラジーミル・タトリンの「第三インターナショナル記念塔」（1920年）、ヴェスニン兄弟の「労働宮殿計画」（1923年）、エル・リシツキーの「空中オフィス計画」（1924年）等々、西欧で勃興しつつあったモダニズム建築をよりラジカルに採り入れ、意欲的な計画が続々と現われた。コンスタンチン・メーリニコフの自邸なども、二つの円筒を抱き合わせて垂直に立て、六角形の窓をボツボツ到り貫いた住宅で、レンガ造なのだが、表面が真っ白なモルタルで平滑に仕上げられ、円筒の単純な幾何学的形態が際立つデザインで、彼らは、球や円筒の殻をぽんと地面に置いただけのものが建築たりうると確信し作品を残していく。
なかでも先釦的だったのが、イワン・レオニドフのヴフテマスでの卒業制作「レーニン研究所」設計案で、これなどは球体、細長い角棒、縦横に走るワイヤーの直線という全体が単純幾何学形態の組み合わせだけで構成されている。一応は国事館や研究所、大会諌場、プラネタリウムなどの複合施投案である。ところが、これらの建築はあまりに意欲的に過ぎて、コストや当時の技術水準を度外視したため、大半が建てられず終いとなる。
さらに、束の間、華々しい展開を見せていたこれらの建築は、スターリンが独裁体制の基盤を固めた1930年代には一転、政治的に排除の対象とされる。建築家の場合は、演劇のメイエルホリドのような「銃殺」や詩人のマヤコフスキーのような「自殺」といった結末ではなく、「緩やかに排除」がなされていった。
最も有名な例が、ソビエト・パレスのコンペティションである。第一次五カ年計画の締めくくりとして、大会議場を連邦国家の威信をかけてクレムリンの傍らに建設計画が持ち上がった建築は1930年から数段階にわたって行われ、当時近代建築の革命家ル・コルビュジエもパリから招待される。その渾身の力作は、かすりもせずに落とされてしまい、結局、一等に収まったのは、地元ロシア人建築家ボリス・イオファンの仰々しくモニュメンタルな案で、結婚式の披露宴でよく見かける円筒を階段状に積み上げたデコレーションケーキを派手に巨大化したようなデザインで、アヴァンギャルドの匂いを欠片もなくしてしまっている。コンペという一見民主的な手続きを通して、アヴァンギャルドは、無視という形で軒並み排除されて行き、不遇の後半生を過ごさねばならなかった。

## 和書（一部）
- 『ロシア・アヴァンギャルド』（全8巻、国書刊行会、1988～95年）

桑野隆・浦雅春・大石雅彦ほか編
1・2 テアトル Ⅰ・Ⅱ、3 キノ　映像言語の創造
4 コンストルクツィア　構成主義の展開、5 ポエジア　言葉の復活
6 フォルマリズム　詩的言語論、7 レフ　芸術左翼戦線、8 ファクト　事実の文学
- 亀山郁夫『ロシア・アヴァンギャルド』（岩波新書、1996年）
- 桑野隆『夢みる権利　ロシア・アヴァンギャルド再考』（東京大学出版会、1996年）
- 海野弘『ロシア・アヴァンギャルドのデザイン』（新曜社、2000年）  
  - 解説・監修『ロシア・アヴァンギャルドのデザイン　未来を夢見るアート』（パイインターナショナル、2015年）
- 江村公『ロシア・アヴァンギャルドの世紀――構成×事実×記録』（水声社、2011年）
- 『ロシア・アヴァンギャルドと20世紀の美的革命』

ヴィーリ・ミリマノフ、桑野隆訳（未來社、2001年）
- 『ロシア・アヴァンギャルド小百科』（水声社、2008年）

タチヤナ・ヴィクトロヴナ・コトヴィチ、桑野隆監訳
- 『ロシア・アヴァンギャルド芸術　理論と批評、1902－34年』

J．E．ボウルト編、川端香男里ほか訳 （岩波書店、1988年）
- 『ロシア・アヴァンギャルド作品集　革命と芸術の時代　ソヴィエト・アート1920－1930』

ソヴィエツキー・フドージニク社編（IPC編集部訳、1989年）大石雅彦解説別冊
- 高橋健一郎『ロシア・アヴァンギャルドの宇宙論的音楽論 言語・美術・音楽をつらぬく四次元思想』水声社、2018年。ISBN 4801003745。

論考・外部リンク
- 大石雅彦「ロシア・アヴァンギャルドにおけるイデオロギー活動 : <機能>・<環境>・<世界感覚>」『スラヴ研究』第36号、北海道大学スラブ研究センター、1989年、21-45頁、ISSN 05626579、NAID 110000189394。
- 神岡理恵子「ソヴィエト非公式芸術におけるロシア・アヴァンギャルドの継承者 -レオニード・ラムと初期の創作-」『早稲田大学大学院文学研究科紀要』第62号、早稲田大学大学院文学研究科、2017年3月、277-286頁、ISSN 2432-7344、NAID 120006230445。
- 山崎揚史「東方からの眼差し--ロシア的な土壌とアヴァンギャルド (モダニズム再読 ロシア・アヴァンギャルドの建築<特集>)」（PDF）『建築文化』第578号、彰国社、1994年12月、48-69頁、ISSN 00038490、NAID 40001165100。